# Grignaghe
Grignaghe è una frazione montana del comune di Pisogne, in bassa Val Camonica, provincia di Brescia. La frazione di Grignaghe dista circa 10 chilometri dal capoluogo del comune di Pisogne di cui essa fa parte ed è  posto a un'altitudine di 909 m s.l.m.
Secondo il Fontana il nome indicherebbe la ghiaia.
La piccola località di Siniga, è ritenuta da Alessandro Sina l'antica corte di Wuassaningo, citata in documenti. Vi è una solida struttura medievale del XV e XVI secolo, che indica floridezza economica. La chiesa parrocchiale è di San Michele Scutum: Barbòtoi.